# Duodécimo problema de Hilbert
El duodécimo problema de Hilbert (uno de los conocidos como veintitrés Problemas de Hilbert, publicados en 1900 por el matemático alemán David Hilbert), también conocido como el Jugendtraum de Leopold Kronecker (el sueño de juventud de Kronecker), es la extensión del teorema de Kronecker-Weber en extensiones abelianas de los números racionales, a cualquier cuerpo de números algebraicos base. Es decir, pide análogos de la raíz de la unidad, como en el caso de los números complejos donde son valores particulares de la función exponencial; el requisito es que dichos números generen una familia completa de cuerpos numéricos adicionales que sean análogos de los cuerpos ciclotómicos y a sus subcuerpos. 
La teoría clásica de la multiplicación compleja, ahora a menudo conocida como "Kronecker Jugendtraum", describe su aplicación para el caso de cualquier cuerpo cuadrático, utilizando funciones modulares y funciones elípticas elegidas con un par fundamental de períodos particulares relacionados con el cuerpo en cuestión. Gorō Shimura extendió este concepto a los cuerpos CM. El caso general sigue abierto a 2014. Leopold Kronecker describió el problema de la multiplicación compleja como su "liebster Jugendtraum" o "el sueño más querido de su juventud".
En la sección 12 de su conferencia "Problemas matemáticos" de 1900, Hilbert consideró este problema "especialmente importante", afirmando que: "Considero este problema como uno de los más profundos y de mayor alcance en la teoría de funciones".

## Descripción del problema
El problema fundamental de la teoría de números algebraicos es describir los cuerpos de números algebraicos. El trabajo de Galois dejó en claro que las extensiones de campo están controladas por ciertos grupos, los grupos de Galois. La situación más simple, que ya está en el límite de lo que se entiende bien, es cuando el grupo en cuestión es abeliano. Todas las extensiones cuadráticas, obtenidas uniendo las raíces de un polinomio cuadrático, son abelianas, y su estudio fue iniciado por Gauss. Otro tipo de extensión abeliana del campo Q de los números racionales se da mediante la unión de las raíces n-ésimas de la unidad, lo que da como resultado los cuerpos ciclotómicos. Ya Gauss había demostrado que, de hecho, cada cuerpo cuadrático está contenido en un campo ciclotómico más grande. El teorema de Kronecker-Weber demuestra que cualquier extensión abeliana finita de Q está contenida en un campo ciclotómico. La pregunta de Kronecker (y de Hilbert) aborda la situación de un campo numérico algebraico más general K: ¿cuáles son los números algebraicos necesarios para construir todas las extensiones abelianas de K? La respuesta completa a esta pregunta se ha resuelto completamente solo cuando K es un cuerpo cuadrático o su generalización, un cuerpo CM.
La afirmación original de Hilbert de su duodécimo problema es bastante engañosa: parece implicar que las extensiones abelianas de campos cuadráticos imaginarios se generan mediante valores especiales de funciones modulares elípticas, lo cual no es correcto (es difícil expresar exactamente lo que estaba diciendo Hilbert, un problema es que puede haber estado usando el término "función elíptica" para referirse tanto a la función elíptica ℘ como a la función modular elíptica "j").
En primer lugar, también es necesario utilizar raíces de la unidad, aunque Hilbert puede haber querido implícitamente incluirlas. Más rigurosamente, mientras que los valores de las funciones modulares elípticas generan el cuerpo de clase de Hilbert, para extensiones abelianas más generales, también es necesario utilizar valores de funciones elípticas. Por ejemplo, la extensión abeliana {\displaystyle \mathbf {Q} (i,{\sqrt[{4}]{1+2i}})/\mathbf {Q} (i)} no es generada por módulos singulares ni por raíces de la unidad.
Una forma particularmente atractiva de enunciar el teorema de Kronecker-Weber es decir que la extensión abeliana máxima de Q puede obtenerse uniendo los valores especiales exp (2πi/n) de la función exponencial. De manera similar, la teoría de la multiplicación compleja muestra que la extensión abeliana máxima de Q(τ), donde τ es una irracional cuadrática imaginaria, se puede obtener al unir los valores especiales de ℘ (τ, z) y j(τ) de las formas modulares j y funciones elípticas ℘, y raíces de unidad, donde τ está en el campo cuadrático imaginario y z representa un punto de torsión en la curva elíptica correspondiente. Una interpretación del duodécimo problema de Hilbert pide proporcionar un análogo adecuado de funciones exponenciales, elípticas o modulares, cuyos valores especiales generarían la extensión abeliana máxima Kab de un cuerpo numérico general K. Con esta forma, permanece sin resolver. Se obtuvo una descripción del campo K ab en la teoría de cuerpos de clases, desarrollada por el propio Hilbert, Emil Artin y otros en la primera mitad del siglo XX. Sin embargo, la construcción de K ab en la teoría de cuerpos de clases implica primero construir extensiones no abelianas más grandes usando la teoría de Kummer, y luego reducirlas a las extensiones abelianas, por lo que realmente no resuelve el problema de Hilbert, que pide una construcción de las extensiones abelianas.

## Desarrollo moderno
Los desarrollos desde alrededor de 1960 ciertamente han contribuido a ampliar las formas de abordar el problema. Anteriormente, Hecke en su disertación utilizó la forma modular de Hilbert para estudiar las extensiones abelianas de cuerpos cuadráticos. La multiplicación compleja de variedades abelianas fue un área abierta por el trabajo de Shimura y Taniyama, dando lugar a extensiones abelianas de cuerpos CM en general. La cuestión de qué extensiones se pueden encontrar es la de los módulos de Tate de tales variedades, como los módulos de Galois. Dado que este es el caso más accesible de una cohomología l-ádica, estas representaciones se han estudiado en profundidad.
Robert Langlands argumentó en 1973 que la versión moderna del Jugendtraum debería tratarse con las funciones zeta de Hasse-Weil de las variedades de Shimura. Si bien imaginó un grandioso programa que llevaría el tema mucho más allá, más de treinta años después, quedan serias dudas sobre su importancia para la cuestión planteada por Hilbert.
Un desarrollo separado fue la conjetura de Stark (formulada por Harold Stark), que en contraste se ocupó directamente de la cuestión de encontrar unidades particulares interesantes en los cuerpos numéricos, lo que ha implicado la aparición de numerosas conjeturas para la Función L, y también es capaz de producir resultados numéricos concretos. Dasgupta y Kakde han logrado avances recientes.